# U.S. Men's Clay Court Championships 2000 - Qualificazioni singolare
Le qualificazioni del singolare  dell'U.S. Men's Clay Court Championships 2000 sono state un torneo di tennis preliminare per accedere alla fase finale della manifestazione. I vincitori dell'ultimo turno sono entrati di diritto nel tabellone principale. In caso di ritiro di uno o più giocatori aventi diritto a questi sono subentrati i lucky loser, ossia i giocatori che hanno perso nell'ultimo turno ma che avevano una classifica più alta rispetto agli altri partecipanti che avevano comunque perso nel turno finale.
Le qualificazioni del torneo U.S. Men's Clay Court Championships 2000 prevedevano 32 partecipanti di cui 4 sono entrati nel tabellone principale.

## Teste di serie
1. James Sekulov (primo turno)
2. Tuomas Ketola (primo turno)
3. Xavier Malisse (ultimo turno)
4. Mariano Hood (ultimo turno)

1. Arvind Parmar (primo turno)
2. Todd Woodbridge (primo turno)
3. Luis Horna (secondo turno)
4. Barry Cowan (primo turno)

## Qualificati
1. Ramón Delgado
2. Fernando González

1. Mike Bryan
2. Răzvan Sabău

## Tabellone

### Legenda
| - Q = Qualificato - WC = Wild card - LL = Lucky loser | - ALT = Alternate - SE = Special Exempt - PR = Protected Ranking | - w/o = Walkover - r = Ritirato - d = Squalificato |

### Sezione 1
|  | Primo turno     | Primo turno        | Primo turno     | Primo turno | Primo turno |  |  | Secondo turno      | Secondo turno      | Secondo turno      | Secondo turno | Secondo turno |   |   | Ultimo turno  | Ultimo turno  | Ultimo turno | Ultimo turno | Ultimo turno |  |
|  |                 |                    |                 |             |             |  |  |                    |                    |                    |               |               |   |   |               |               |              |              |              |  |
|  |                 | Herbert Wiltschnig | 1               | 7           | 6           |  |  |                    |                    |                    |               |               |   |   |               |               |              |              |              |  |
|  | 1               | James Sekulov      | 6               | 68          | 3           |  |  | Herbert Wiltschnig | Herbert Wiltschnig | Herbert Wiltschnig | 2             | 3             |   |   |               |               |              |              |              |  |
|  | Ramón Delgado   | Ramón Delgado      | Ramón Delgado   | 6           | 6           |  |  | Ramón Delgado      | Ramón Delgado      | Ramón Delgado      | 6             | 6             |   |   |               |               |              |              |              |  |
|  | Christian Vinck | Christian Vinck    | Christian Vinck | 3           | 2           |  |  |                    |                    |                    |               |               |   |   | Ramón Delgado | Ramón Delgado | 3            | 6            | 7            |  |
|  | Bob Bryan       | Bob Bryan          | 6               | 6           | 6           |  |  |                    |                    | Bob Bryan          | Bob Bryan     | 6             | 4 | 5 |               |               |              |              |              |  |
|  | James Blake     | James Blake        | 2               | 7           | 4           |  |  |                    | Bob Bryan          | Bob Bryan          | 7             | 3             |   |   |               |               |              |              |              |  |
|  | 7               | Luis Horna         | Luis Horna      | 6           | 6           |  |  | 7                  | Luis Horna         | Luis Horna         | 6             | 4r            |   |   |               |               |              |              |              |  |
|  |                 | Eric Taino         | Eric Taino      | 3           | 1           |  |  |                    |                    |                    |               |               |   |   |               |               |              |              |              |  |

### Sezione 2
|  | Primo turno        | Primo turno        | Primo turno        | Primo turno | Primo turno |  |  | Secondo turno      | Secondo turno      | Secondo turno    | Secondo turno    | Secondo turno    |   |   | Ultimo turno      | Ultimo turno      | Ultimo turno      | Ultimo turno | Ultimo turno |  |
|  |                    |                    |                    |             |             |  |  |                    |                    |                  |                  |                  |   |   |                   |                   |                   |              |              |  |
|  |                    | Fernando González  | Fernando González  | 6           | 6           |  |  |                    |                    |                  |                  |                  |   |   |                   |                   |                   |              |              |  |
|  | 2                  | Tuomas Ketola      | Tuomas Ketola      | 4           | 4           |  |  | Fernando González  | Fernando González  | 6                | 62               | 7                |   |   |                   |                   |                   |              |              |  |
|  | Giorgio Galimberti | Giorgio Galimberti | Giorgio Galimberti | 6           | 6           |  |  | Giorgio Galimberti | Giorgio Galimberti | 2                | 7                | 6                |   |   |                   |                   |                   |              |              |  |
|  | Frédéric Niemeyer  | Frédéric Niemeyer  | Frédéric Niemeyer  | 3           | 3           |  |  |                    |                    |                  |                  |                  |   |   | Fernando González | Fernando González | Fernando González | 6            | 6            |  |
|  | Sebastián Prieto   | Sebastián Prieto   | 6                  | 4           | 6           |  |  |                    |                    | Sebastián Prieto | Sebastián Prieto | Sebastián Prieto | 2 | 3 |                   |                   |                   |              |              |  |
|  | Luis Morejon       | Luis Morejon       | 4                  | 6           | 2           |  |  | Sebastián Prieto   | Sebastián Prieto   | Sebastián Prieto | 6                | 6                |   |   |                   |                   |                   |              |              |  |
|  |                    | Thomas Blake       | Thomas Blake       | 7           | 6           |  |  | Thomas Blake       | Thomas Blake       | Thomas Blake     | 2                | 3                |   |   |                   |                   |                   |              |              |  |
|  | 8                  | Barry Cowan        | Barry Cowan        | 5           | 4           |  |  |                    |                    |                  |                  |                  |   |   |                   |                   |                   |              |              |  |

### Sezione 3
|  | Primo turno     | Primo turno     | Primo turno     | Primo turno | Primo turno |  |  | Secondo turno | Secondo turno   | Secondo turno   | Secondo turno | Secondo turno |   |   | Ultimo turno | Ultimo turno   | Ultimo turno | Ultimo turno | Ultimo turno |  |
|  |                 |                 |                 |             |             |  |  |               |                 |                 |               |               |   |   |              |                |              |              |              |  |
|  | 3               | Xavier Malisse  | Xavier Malisse  | 6           | 6           |  |  |               |                 |                 |               |               |   |   |              |                |              |              |              |  |
|  |                 | Mosè Navarra    | Mosè Navarra    | 2           | 1           |  |  | 3             | Xavier Malisse  | Xavier Malisse  | 6             | 6             |   |   |              |                |              |              |              |  |
|  | Karsten Braasch | Karsten Braasch | Karsten Braasch | 6           | 6           |  |  |               | Karsten Braasch | Karsten Braasch | 1             | 2             |   |   |              |                |              |              |              |  |
|  | Phillip King    | Phillip King    | Phillip King    | 3           | 4           |  |  |               |                 |                 |               |               |   |   | 3            | Xavier Malisse | 6            | 4            | 0            |  |
|  | Mike Bryan      | Mike Bryan      | 6               | 3           | 6           |  |  |               |                 |                 | Mike Bryan    | 1             | 6 | 6 |              |                |              |              |              |  |
|  | Guillaume Raoux | Guillaume Raoux | 4               | 6           | 3           |  |  | Mike Bryan    | Mike Bryan      | Mike Bryan      | 6             | 6             |   |   |              |                |              |              |              |  |
|  |                 | Taylor Dent     | Taylor Dent     | 6           | 6           |  |  | Taylor Dent   | Taylor Dent     | Taylor Dent     | 4             | 4             |   |   |              |                |              |              |              |  |
|  | 5               | Arvind Parmar   | Arvind Parmar   | 2           | 1           |  |  |               |                 |                 |               |               |   |   |              |                |              |              |              |  |

### Sezione 4
|  | Primo turno        | Primo turno        | Primo turno      | Primo turno | Primo turno |  |  | Secondo turno | Secondo turno      | Secondo turno      | Secondo turno | Secondo turno |   |   | Ultimo turno | Ultimo turno | Ultimo turno | Ultimo turno | Ultimo turno |  |
|  |                    |                    |                  |             |             |  |  |               |                    |                    |               |               |   |   |              |              |              |              |              |  |
|  | 4                  | Mariano Hood       | Mariano Hood     | 6           | 6           |  |  |               |                    |                    |               |               |   |   |              |              |              |              |              |  |
|  |                    | Kevin Kim          | Kevin Kim        | 4           | 3           |  |  | 4             | Mariano Hood       | Mariano Hood       | 6             | 6             |   |   |              |              |              |              |              |  |
|  | Ricardo Schlachter | Ricardo Schlachter | 4                | 6           | 6           |  |  |               | Ricardo Schlachter | Ricardo Schlachter | 1             | 4             |   |   |              |              |              |              |              |  |
|  | Jonathan Stark     | Jonathan Stark     | 6                | 4           | 3           |  |  |               |                    |                    |               |               |   |   | 4            | Mariano Hood | 6            | 63           | 4            |  |
|  | Glenn Weiner       | Glenn Weiner       | Glenn Weiner     | 6           | 7           |  |  |               |                    |                    | Răzvan Sabău  | 2             | 7 | 6 |              |              |              |              |              |  |
|  | Jeff Salzenstein   | Jeff Salzenstein   | Jeff Salzenstein | 4           | 63          |  |  | Glenn Weiner  | Glenn Weiner       | Glenn Weiner       | 5             | 4             |   |   |              |              |              |              |              |  |
|  |                    | Răzvan Sabău       | Răzvan Sabău     | 7           | 7           |  |  | Răzvan Sabău  | Răzvan Sabău       | Răzvan Sabău       | 7             | 6             |   |   |              |              |              |              |              |  |
|  | 6                  | Todd Woodbridge    | Todd Woodbridge  | 6           | 6           |  |  |               |                    |                    |               |               |   |   |              |              |              |              |              |  |